# Verzorgingsplaats Leicester Forest East
Verzorgingsplaats Leicester Forest East is een verzorgingsplaats in Groot-Brittannië aan de M1 tussen de afritten 21 en 21a bij Leicester in Engeland, iets ten noorden van het zuidelijke einde van de M6.

## Geschiedenis
Voor de verzorgingsplaatsen die, begin jaren 60 van de twintigste eeuw, tegelijk met de autosnelwegen werden gebouwd, koos Groot-Brittannië voor brugrestaurants naar Italiaans voorbeeld. Leicester Forest East is de vijfde en laatste verzorgingsplaats in Groot-Brittannië die als brugrestaurant uitgevoerd.
De verzorgingsplaats werd ontworpen voor het tweede deel van de M1, dat uiteindelijk in 1966 (zeven jaar nadat het eerste deel was voltooid) werd geopend. Geïnspireerd door Italiaanse vormgeving werd gekozen voor een constructie uit gewapend beton met veel glas in de gevel. Naast het brugrestaurant stond een watertoren met het logo van de visgroothandel Ross, de eerste exploitant van de verzorgingsplaats.
Het brugrestaurant is een uitzondering gebleven omdat Groot-Brittannië in 1966 van het concept is afgestapt omdat:
- In geval van incidenten, zoals brand, de snelweg ook niet meer gebruikt kan worden.
- De automobilisten door het uitzicht op de weg nog steeds niet tot rust zouden komen.
- Ze een belemmering vormen voor wegverbredingen die als gevolg van de verkeerstoename werden voorzien.

## Exploitatie
Aanvankelijk werd de verzorgingsplaats geëxploiteerd door Ross Group en was in de brug een, door Terence Conran ontworpen, restaurant met bediening silver service gevestigd. Tegenwoordig is de exploitatie in handen van Welcome Break. Het terrein kent inmiddels ook een aantal winkels en fastfoodkramen verspreid over het terrein. Hoewel niet toegestaan, is het mogelijk om met een voertuig de verzorgingsplaats via de A47 te verlaten en naar het naastgelegen Leicester Forest East te rijden.

## Afgeblazen sluitingsplannen
In 2010 werden plannen gelanceerd om Leicester Forest East te sluiten in 2017 bij de bouw van het knooppunt tussen de M1 en de M69. Deze plannen zijn echter niet doorgegaan.